# Maast-et-Violaine
Maast-et-Violaine är en kommun i departementet Aisne i regionen Hauts-de-France i norra Frankrike. Kommunen ligger  i kantonen Oulchy-le-Château som ligger i arrondissementet Soissons. År 2022 hade Maast-et-Violaine 133 invånare.

## Befolkningsutveckling
Antalet invånare i kommunen Maast-et-Violaine
Referens: INSEE